# Месје 4
Месје 4 (М4) је збијено звездано јато у сазвежђу Шкорпија које се налази у Месјеовом каталогу објеката дубоког неба.
Деклинација објекта је - 26° 31' 29" а ректасцензија 16h 23m 35,5s. Привидна величина (магнитуда) објекта М4 износи 5,4. М4 је још познат и под ознакама NGC 6121, GCL 41, ESO 517-SC1.